# Oum Toub (distrito)
Oum Toub é um distrito localizado na província de Skikda, Argélia.[carece de fontes?] Sua capital é a cidade de mesmo nome.

## Comunas
O distrito consiste em apenas uma única comuna:
- Oum Toub